# Onthophagus bison
Onthophagus bison là một loài bọ cánh cứng trong họ Bọ hung (Scarabaeidae).